# Parti conservateur (Bolivie)
Pour les articles homonymes, voir Parti conservateur.
Le Parti conservateur (Partido Conservador en espagnol) était l'un des deux principaux partis politiques bolivien de la fin du XIXe siècle, l'autre étant le Parti libéral.
Entre 1880 et 1899, tous les présidents boliviens étaient membres du parti conservateur.